# Georges Chehata Anawati

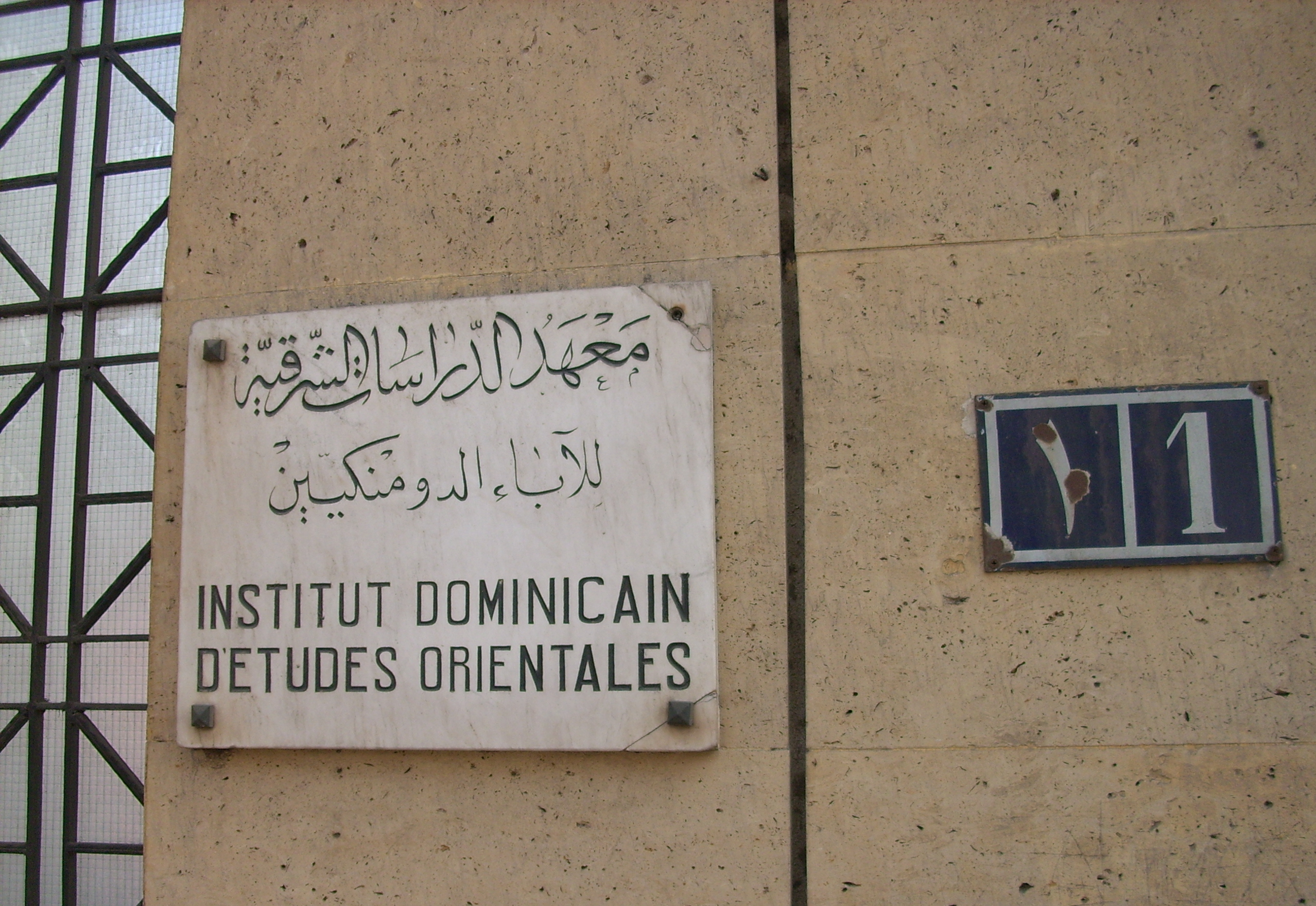
IDEO

Georges Chehata Anawati (Alessandria d'Egitto, 6 giugno 1905 – Il Cairo, 28 gennaio 1994) è stato un orientalista, filosofo e storico delle religioni egiziano, cofondatore dell'Istituto Domenicano di Studi Orientali del Cairo.

## Biografia
Di famiglia greco-ortodossa, il domenicano Padre Anawati, cofondatore dell'Institut dominicain d'études orientales (IDEO) del Cairo, è stato un islamista e uno studioso della teologia islamica.
Nacque in una famiglia di italo-levantini greco-ortodossa melchita, originaria di Homs, in Siria. Educato alla francese presso i Frères des Écoles chrétiennes, si convertì al Cattolicesimo all'età di 16 anni.
Dal 1923 al 1925, studiò Farmacia nell'Université Saint-Joseph di Beirut. Dal 1926 al 1928 si specializzò a Lione in "Chimica industriale". Di ritorno al Cairo, decise nel 1934, all'età quindi di 29 anni, di entrare nell'Ordo Predicatorum domenicano, al termine di una lunga meditazione interiore.
Raggiunse così Le Saulchoir, in Belgio e, alla fine dei suoi studi ecclesiastici, il Padre Marie-Dominique Chenu gli suggerì di dedicarsi allo studio dell'Islam in una prospettiva nuova: "non per partire di certo alla conquista dell'Islam, né per convertire qui e là qualche individuo separato dalla stessa comunità musulmana, ma per dedicarsi allo studio approfondito dell'Islam, della sua dottrina, della sua cultura…".
Soggiornò per 3 anni ad Algeri per approfondire la sua conoscenza dell'Lingua araba e dell'Islam. Vi fece la conoscenza di Louis Gardet, col quale darà alle stampe numerose opere, tra cui nel 1948, un'apprezzata e tuttora assai valida Introduction à la théologie musulmane, (Parigi, Vrin).
Tornò al Cairo nel 1944 e, con Serge de Beaurecueil (1917-2005) e Jacques Jomier (1914-2008), lavorò alla creazione nel 1953 dell'Institut Dominicain d'Études Orientales (IDEO), la cui vocazione è quella di approfondire le conoscenze sul mondo dell'Islam attraverso la sua cultura, «al di là di ogni proselitismo» vetero-orientalistico.
È autore di un numero impressionante di lavori, che coprono campi assai diversi della Medievistica, della Storia delle scienze arabe e del Dialogo islamo-cristiano.
Uno dei momenti culminanti della vita di Georges Anawati fu senza dubbio il Concilio Vaticano II e la dichiarazione Nostra Ætate sulle religioni non-cristiane, alla redazione della quale egli fu strettamente legato.

## Opere
- Introduction à la théologie musulmane: Essai de théologie comparée, par Louis Gardet et Georges Chehata Anawati, Librairie philosophique J. Vrin, Études de philosophie médiévale, 1948, riedizione nel 1981.
- Essai de Bibliographie avicennienne, Direction culturelle de la Ligue arabe, Il Cairo, Dār al-Maʿārif, 1950.
- Dieu et la destinée de l'homme. Les grands problèmes de la théologie musulmane, par Georges Anawati et Louis Gardet, Librairie philosophique J. Vrin, Études musulmanes, 1967.
- Mystique musulmane: Aspects et tendances, expériences et techniques, par Georges Chehata Anawati et Louis Gardet, Librairie philosophique J. Vrin, Études musulmanes, 1976. Recensione.
- Avicenne, La métaphysique du Shifa’, edita e tradotta da Georges Anawati, Librairie philosophique J. Vrin, Études musulmanes.
- Études de philosophie musulmane, Librairie philosophique J. Vrin, Études musulmanes, 1999.
- "Polémique, apologie et dialogue islamo-chrétien. Positions classiques médiévales et positions contemporaines", in: Euntes Docete, XXII, 1969.
- "Islam et christianisme. La rencontre de deux cultures en Occident au Moyen Âge", in: Mélanges dell'IDEO, nº20, 1991, pp. 233-299.
- Lista delle opere e delle pubblicazioni nel catalogo della biblioteca dell'IDEO.